# Amal al-Atrash
Amal al-Atrash (em árabe: آمال الأطرش; romaniz.: Āmāl al-Aṭrash; Mar Mediterrâneo, 25 de novembro de 1912 — Almançora, 14 de julho de 1944), conhecida por seu nome artístico Asmahan (em árabe: أسمهان; romaniz.: Asmahān), foi uma cantora e atriz de origem síria que viveu no Egito.
Tendo imigrado para o Egito aos três anos de idade, sua família conheceu o compositor Dawood Hosni, e ela cantou as composições de Mohamed El Qasabgi e Zakariyya Ahmad.  Ela também cantou as composições de Mohammed Abdel Wahab e seu irmão Farid al-Atrash , um então músico estrela em ascensão por mérito próprio. Sua voz foi uma das poucas vozes femininas no mundo da música árabe a competir seriamente com a de Umm Kulthum ,  que é considerada uma das cantoras mais ilustres do mundo árabe do século XX. Sua misteriosa morte em um acidente automobilístico chocou o público. Jornalistas espalharam boatos sobre sua turbulenta vida pessoal e um suposto papel de espionagem na Segunda Guerra Mundial .

## Início da vida

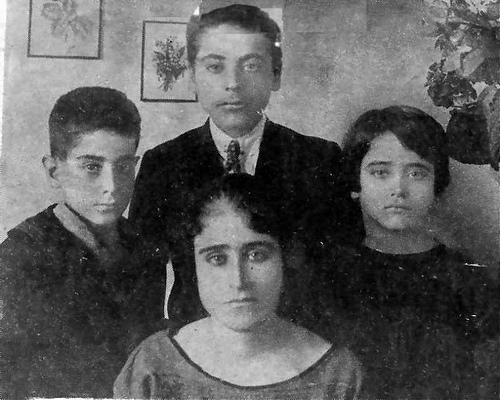
Amal e sua familia. Amal está no centro.

Asmahan nasceu, filha de Fahd al-Atrash, um druso sírio de Suwayda , e 'Alia al-Mundhir, um druso libanês de Hasbaya .  Seu pai veio do clã Druze al-Atrash, bem conhecido na Síria por seu papel na luta contra a ocupação francesa . 
O pai de Asmahan supostamente serviu como governador do distrito de Demirci na Turquia , durante os últimos dias do Império Otomano , quando fugiu do país com os filhos e a esposa grávida. Em 25 de novembro de 1912, eles embarcaram em um navio de Izmir para Beirute , e Asmahan nasceu a bordo. Ela foi nomeada "Amal", que significa "esperança". Ela também se chamava "Emily", mas sempre preferiu o nome "Amal". Depois que os franceses chegaram ao poder, a família voltou para Jabal al-Druze . 

Após o incidente de Adham Khanjar em 1922, a casa de al-Atrash em al-Qrayya (uma cidade em Jabal al-Druze ) foi bombardeada pelas forças francesas. 'Alia fugiu com seus filhos para Damasco e, apesar das ordens de Fahd, recusou-se a voltar.  Asmahan mais tarde relembrou seus anos de infância em Jabal al-Druze como "intocada por qualquer coisa realmente ruim".  'Alia e as três crianças viajaram para Beirute , mas, depois de descobrir que os franceses estavam procurando por eles lá, eles pararam em Haifa , na Palestina ., e de lá viajou para o Egito, onde buscou asilo político para si e seus três filhos; mais tarde, eles receberam o direito de asilo político em 1926 pelo governo egípcio , naturalizados como cidadãos egípcios. 